# Trenčianske Jastrabie
Trenčianske Jastrabie je naseljeno mjesto u okrugu Trenčín u  Trenčínskom kraju u Slovačkoj.

## Stanovništvo
| Godina:     | 1993. | 2003.   | 2013.   | 2023.    |
| ----------- | ----- | ------- | ------- | -------- |
| Broj ljudi: | 1205  | 1213    | 1200    | 1382     |
| Razlika:    |       | +0,66 % | -1,07 % | +15,16 % |

| Godina:     | 2022. | 2023.   |
| ----------- | ----- | ------- |
| Broj ljudi: | 1328  | 1382    |
| Razlika:    |       | +4,06 % |

Prema podacima o broju stanovnika iz 2023. godine naselje je imalo 1382 stanovnika.

## Vanjske poveznice
|  | Zajednički poslužitelj ima još gradiva o temi Trenčianske Jastrabie |

- Službena stranica naselja (sl.)